# Kashmiria himalaica
Kashmiria himalaica är en grobladsväxtart som först beskrevs av Joseph Dalton Hooker, och fick sitt nu gällande namn av Hong De-Yuan. Kashmiria himalaica ingår i släktet Kashmiria och familjen grobladsväxter. Inga underarter finns listade i Catalogue of Life.